# Boophis lichenoides

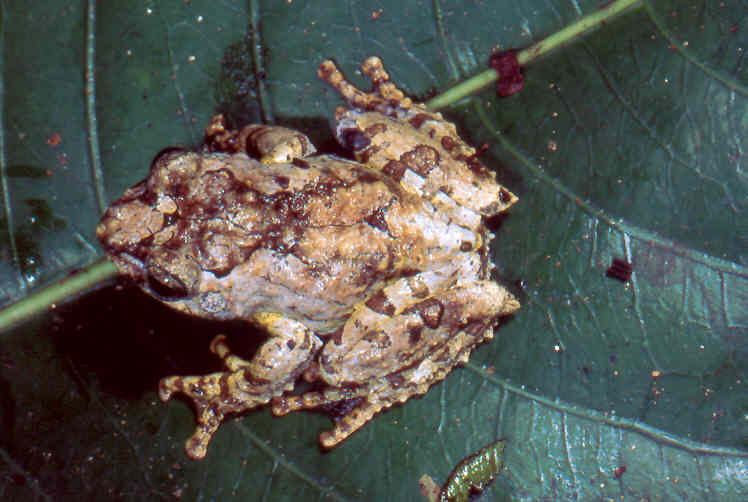
Boophis lichenoides (Draufsicht)

Boophis lichenoides ist eine endemisch auf Madagaskar vorkommende Froschlurchart (Anura) aus der Familie der Madagaskarfrösche (Mantellidae). Der Artname bezieht sich auf das Aussehen der Frösche, die den Flechten (lateinisch Lichen) ähneln. 

## Merkmale
Die Kopf-Rumpf-Länge männlicher Individuen von Boophis lichenoides wurde mit 35 bis zu 43 Millimetern gemessen. Kopf, Rücken sowie die Gliedmaße sind mit Tuberkeln versehen. Die Färbung variiert von einer hellen Tagesfarbe bis hin zu einer dunkleren Nachtfarbe. Generell sind die Frösche sehr gut getarnt, wenn sie auf Flechten sitzen. Die Schwimmhäute zwischen den Händen und Zehen sind schwach ausgebildet.

## Ähnliche Arten
Eine entfernte Ähnlichkeit besteht zu den Vertretern der Gattung Spinomantis, die ebenfalls meist unauffällig gefärbt sind, Tarnfarben tragen und auf mit Moos und Flechten bewachsenen Rinden kaum zu erkennen sind.

## Verbreitung und Lebensraum
Boophis lichenoides ist auf Madagaskar endemisch und kommt in Regenwäldern im Zentrum und in östlichen Gebieten der Insel zwischen dem 14. und dem 23. südlichen Breitengrad in Höhenlagen zwischen 50 und 900 Metern vor.

## Lebensweise
Bei Boophis lichenoides handelt es sich um einen überwiegend nachtaktiven Frosch, der während des Tages auf heller oder mit Flechten bedeckter Baumrinde bewegungslos ruht. Aufgrund seiner Färbung verschwinden die Umrisse des Frosches dabei fast vollständig. Über sein reproduktives Verhalten ist wenig bekannt. De Rufe der Männchen werden aus einer Reihe von unregelmäßigen Quaklauten, die mit einer eher geringen Intensität emittiert werden gebildet. Die Rufe werden meist nachts von einer leicht erhöhten Position in 0,5 bis 1,0 Metern Höhe gesendet. Die Kaulquappen entwickeln sich in stehenden oder langsam fließenden Gewässern.

## Gefährdung
Aufgrund eines ausgedehnten Verbreitungsgebiets wird Boophis lichenoides von der Weltnaturschutzorganisation IUCN als „least concern = nicht gefährdet“ geführt. Eine gewisse Gefährdung der Art ergibt sich aufgrund von Lebensraumveränderungen durch Entwaldung, verstärkte Landwirtschaft oder Beweidung sowie durch Urbanisierung. Da die Art sehr unauffällig gefärbt ist, besteht nur eine geringe Gefahr, dass Individuen aus der Natur entnommen werden und in den Tierhandel gelangen. Die Tiere sind der einheimischen Bevölkerung weitgehend unbekannt und sie werden deshalb auch nicht als Nahrungsmittel verwendet.